# ジョージ・プライス・ボイス
ジョージ・プライス・ボイス（George Price Boyce RWS、1826年9月24日 – 1897年2月9日）はイギリスの画家である。風景画を描いた。妹のジョアンナ・メアリー・ボイス(Joanna Mary Boyce: 1831-1861)とともにラファエル前派の芸術家たちの中で活動した。ラファエル前派を結成したダンテ・ゲイブリエル・ロセッティの友人、支援者になった。

## 略歴
ロンドンのグレイズ・イン・テラス(Gray's Inn Terrace)で生まれた。父親はワイン商人から金融業に移り、成功した人物である 。父親はボイスと妹のジョアンナ・メアリー・ボイスが芸術の道に進むのを支援した。ジョージ・プライス・ボイスはエセックスの学校を卒業した後、パリの大学で建築を学び、ロンドンの有名な建築事務所で働き始めたが、水彩画家のデーヴィッド・コックス(1783-1859)と知り合い、1849年に建築事務所を辞めて、画家の道に進んだ。
はじめコックスの影響を受けていたが、すぐにトーマス・セドン(1821-1856) やダンテ・ゲイブリエル・ロセッティ(1828-1882)といった1848年に結成されたラファエル前派と近い画家たちに1949年までには知り合い、1953年にウィリアム・ホルマン・ハントやジョン・エヴァレット・ミレーにも会った。
1953年にはフランスのブルターニュのディナンでセドンと風景画を描いた。1854年にはラファエル前派の理論家のジョン・ラスキンに勧められて、イタリアのヴェネツィアでラスキンと手紙のやりとりをしながらヴェネツィアの風景を描いた。妹のジョアンナも画家としての活動を始め、1955年にはロイヤル・アカデミー・オブ・アーツの展覧会に出展を始め、1857年にラファエル前派の画家、ヘンリー・タンワース・ウェルズ(Henry Tanworth Wells RA: 1828-1903)と結婚するが、1861年の出産時に亡くなった。
妹が亡くなった後、ボイスはエジプトに旅し、1862年の2月までフランク・ディロン(Frank Dillon:1823–1909)とエグロン・ルンドグレンとエジプトに滞在した。エジプトで描いたスケッチは旅を好まなかったロセッティの作品「Writing on the Sand」の背景を描く参考にされた。
1853年から1861年の間、ロイヤル・アカデミー・オブ・アーツの展覧会に油絵や水彩画を出展し、「 Pre-Raphaelite Brotherhood 」が解散した後1858年に創立された「Hogarth Club」の創立メンバーになった。王立水彩画協会 (Royal Watercolour Society)の展覧会にも出展し、1864年に王立水彩画協会の準会員に選ばれ、1878年に正会員に選ばれた。
1871年から友人の建築家フィリップ・ウェッブが設計したチェルシーの邸に住んだ。1893年に健康上の理由で、絵を描くのを止め、1897年にチェルシーで没した。
ボイドの日記はロセッティやラファエル前派の活動を知るための重要な資料となっている。

## 作品

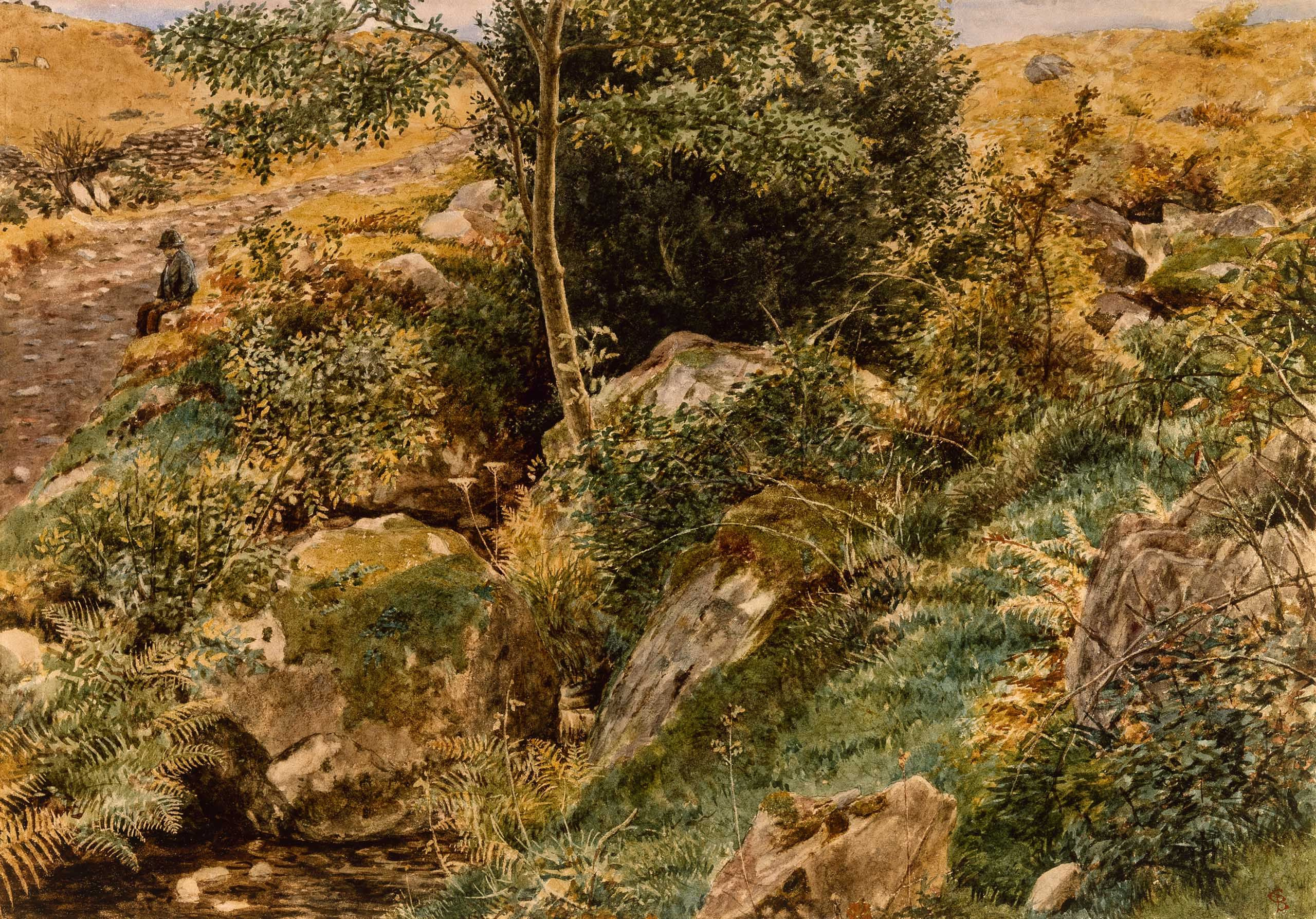
ウェールズの丘の秋 デンバー美術館蔵
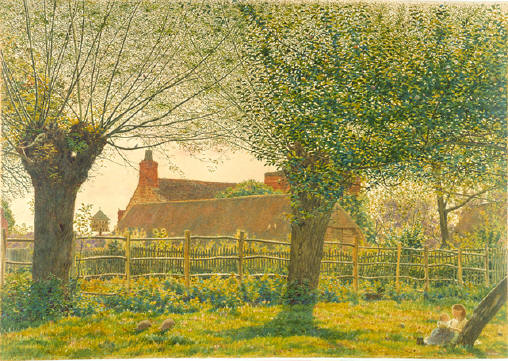
At Binsey, near Oxford
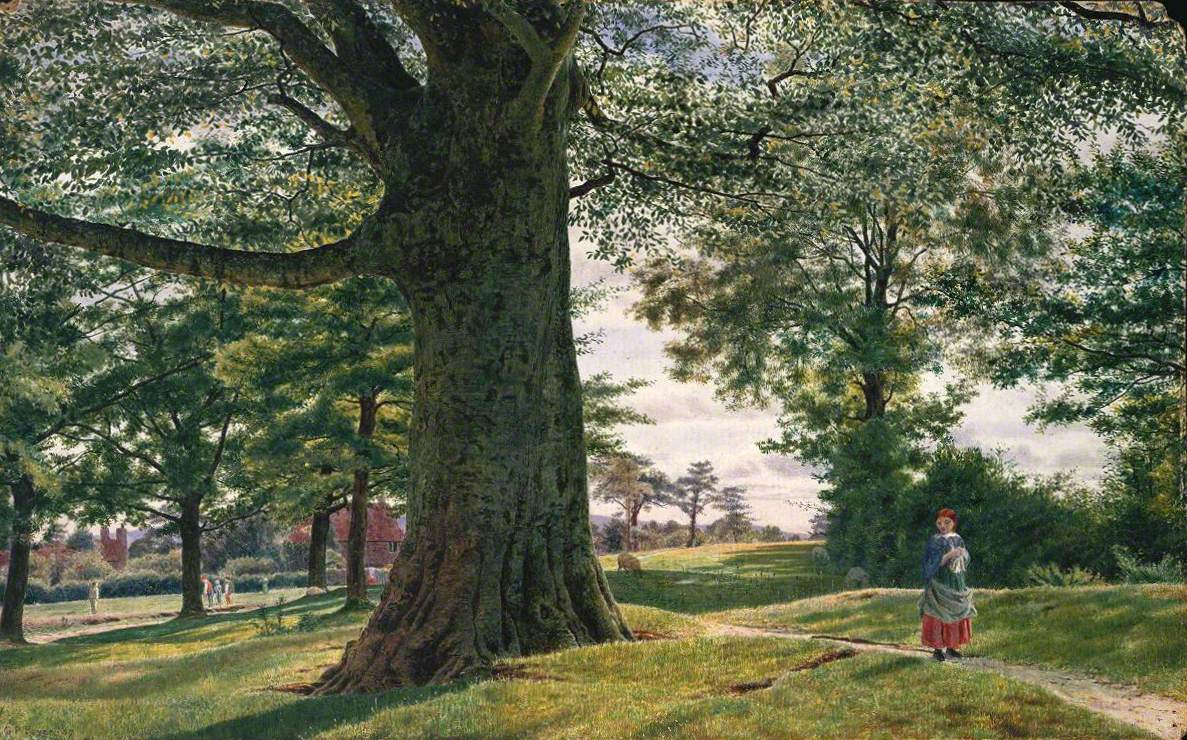
浜辺の林の中の少女
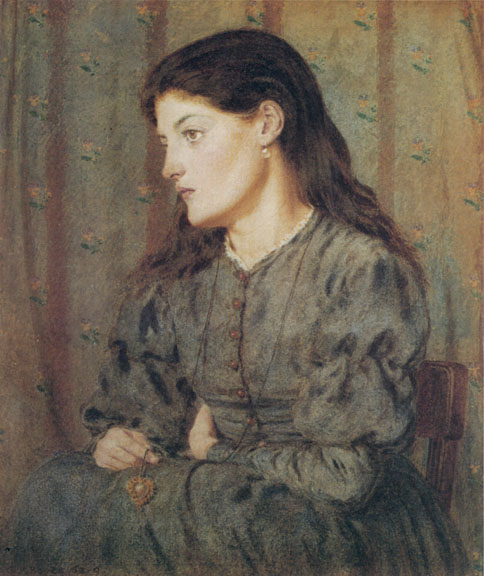
思いやり(Pensosa d'altrui)